# Mnemiopsis leidyi
Mnemiopsis leidyi – gatunek żebropława, jedyny znany gatunek monotypowego rodzaju Mnemiopsis, występujący pierwotnie w przybrzeżnych wodach zachodniego Atlantyku. Od lat 80. XX w. rozprzestrzenia się w innych akwenach świata. Obojnak zdolny do samozapłodnienia. Posiada lucyferazę, jest zdolny do bioluminescencji. Wykazuje duże zdolności do regeneracji utraconych części ciała. Drapieżnik o dużej plastyczności fenotypowej, jego inwazje doprowadziły do katastrof ekologicznych w ekosystemach Morza Czarnego i Morza Kaspijskiego. Zawleczony do Bałtyku, występuje m.in. w wodach Zatoki Gdańskiej.

## Taksonomia
Gatunek należy do rodziny Bolinopsidae w rzędzie Lobata, gromadzie żebropławów ramieniowych (Tentaculata). Opisał go Alexander Agassiz na podstawie osobników schwytanych w Buzzards Bay koło wyspy Naushon (na południowy zachód od Cape Cod). Agassiz włączył ten gatunek do ustanowionego przez swojego ojca, Louisa Agassiza, rodzaju Mnemiopsis, nazwanego tak ze względu na podobieństwo do żebropławów z rodzaju Mnemia. Według autora od gatunku M. gardeni, opisanego przez L. Agassiza, różnił się jedynie dłuższymi płatami gębowymi. W ramach rodzaju Mnemiopsis wyróżniano, oprócz M. leidyi i M. gardeni, jeszcze jeden gatunek – M. mccradyi. Obecnie jednak uważa się, że te trzy gatunki to w istocie formy ekologiczne jednego gatunku, przejawiającego duży polimorfizm fenotypowy, któremu przypisuje się nazwę M. leidyi.

## Cechy morfologiczne

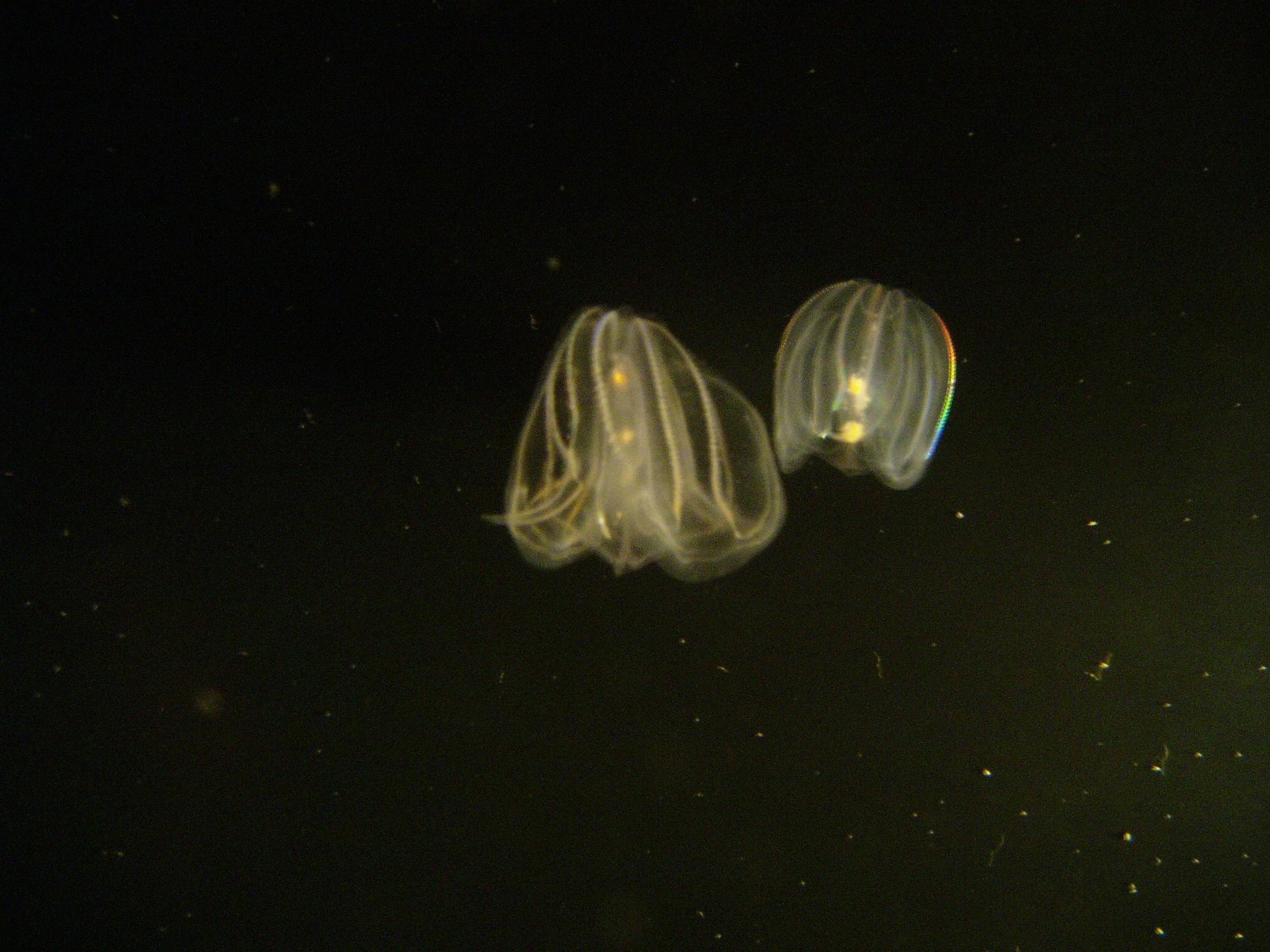
M. leidyi w Monterey Bay Aquarium

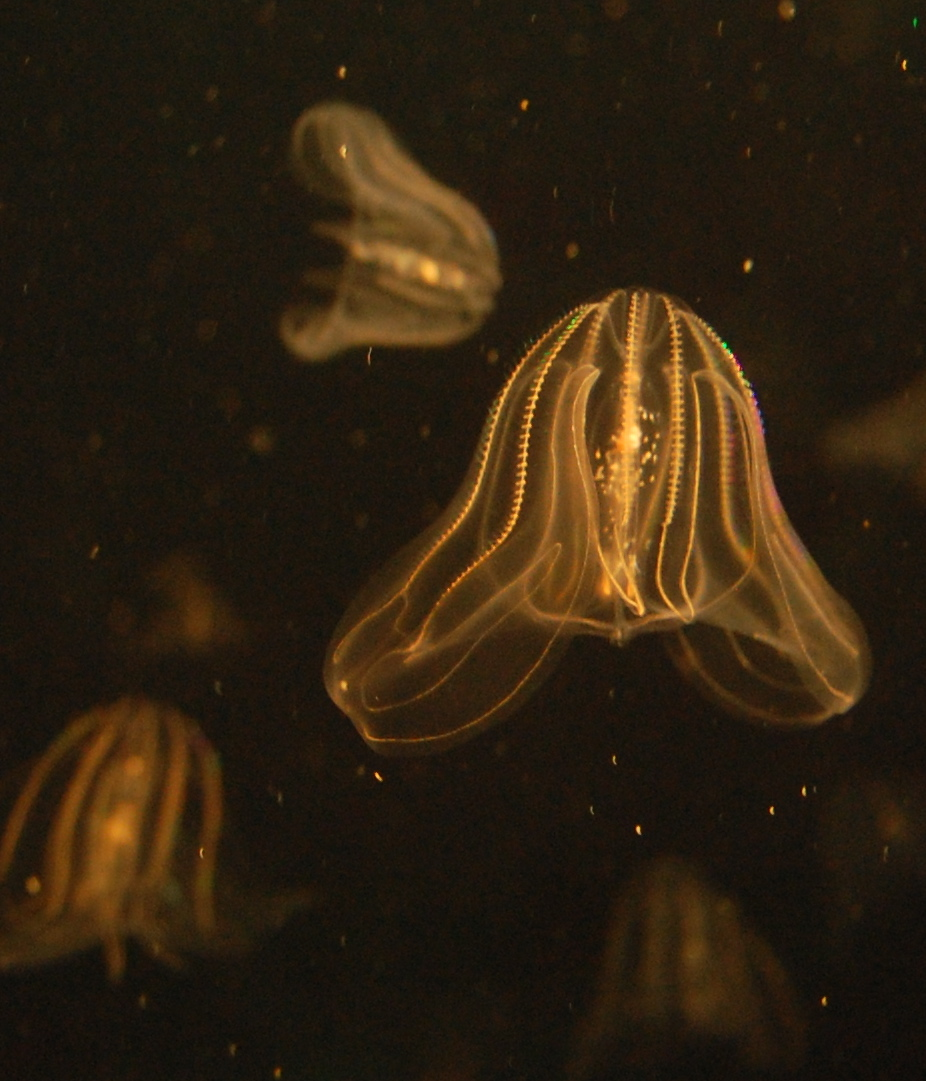
M. leidyi w akwarium Oceanarium w Nowej Anglii

Ciało owalne, lekko spłaszczone, długości: 7–12 cm, średnicy:  2,5–5 cm. Korpus przedłużają płaty gębowe: obok dwóch głównych występują cztery mniejsze, z wiciami na obrzeżach, w trakcie ruchu płaty zamykają całkowicie otwór gębowy. Wargi szczeliny gębowej kurczliwe, w środkowej części z fałdem ciągnącym się do końcowej części kanału gardłowego. Dookoła zewnętrznego krańca warg przebiegają cztery kanały utworzone z końców kanału gardłowego. Aparat czułkowy ulokowany nad wargami gębowymi. Wzdłuż boków ciała ciągną się cztery bruzdy, utworzone z kępek rzęsek, uchodzące do warg gębowych – służących do chwytania zdobyczy. Zwierzę porusza się dzięki uderzeniom rzęsek znajdujących się na jego powierzchni. Ciało przezroczyste. 
Organizm zdolny do bioluminescencji. Światło produkują wyspecjalizowane komórki (fotocyty), rozłożone nierównomiernie wzdłuż bruzd, pomiędzy komórkami z rzęskami a komórkami jamy gastralnej, i zawierające lucyferazę. Specyficzna dla żebropławów forma lucyferyny – mnemiopsyna – została wyizolowana i opisana po raz pierwszy właśnie u tego gatunku. Dyfrakcja produkowanego przez fotofory światła na rzęskach bruzd daje efekt iryzacji. Światło jest emitowane przez fotocyty po ich stymulacji przez bodziec zewnętrzny lub wewnętrzny. Fale pobudzenia luminescencji mogą rozchodzić się w obydwu kierunkach od miejsca stymulacji w rzędach fotocytów. Zdolność do produkcji światła zaobserwowano już u najwcześniejszych stadiów rozwojowych tego żebropława. W odróżnieniu od fotoprotein krążkopławów kompleks produkujący światło u żebropławów, w tym u Mnemiopsis, ulega fotoinhibicji pod wpływem światła słonecznego. Kompleks fotoprotein tego krążkopława nie tylko produkuje światło, ale również odbiera bodźce świetlne i bierze udział w przekazywaniu sygnału do układu nerwowego.
Na końcu apikalnym ciała (po stronie przeciwnej do otworu gębowego) znajduje się statocysta, płaty gębowe sięgają aż do wysokości statocysty. Gonady (obojnacze) ułożone wzdłuż kanałów układu trawiennego: rzędy spermatoforów znajdują się naprzeciwko rzędów jajników. Gatunek wykazuje bardzo duży polimorfizm fenotypowy.

## Występowanie
Pierwotnie wzdłuż atlantyckich wybrzeży Ameryk: od 42°N do 46°S. Występuje w płytkich wodach przybrzeżnych, zatokach, estuariach, na głębokości od 2 do 30 m, zwykle ponad termokliną, w strefach zasobnych w zooplankton (11–200 mg węgla organicznego/m3), który stanowi jego pokarm. Populacje osiągają przeciętne zagęszczenia do 12 osobników na m3 . 

### Ekspansja
W latach 80. XX w. został zawleczony z wodą balastową przez statki zawijające do portów Morza Czarnego, gdzie wkrótce stał się gatunkiem dominującym w pelagialu. Zagęszczenie osobników M. leidyi w tym akwenie osiągnęło w szczytowym momencie inwazji w 1988 r. ponad 400 osobników/m3, (średnio 304 osobniki/m3 w strefie otwartego morza), a biomasa lokalnie osiągała do 2 kg/m3 – według relacji świadków morze zamieniło się w „galaretowatą breję”, ale wkrótce ich liczebność zmalała, ponieważ żebropławy te wyjadły w krótkim czasie większość zooplanktonu, stanowiącego ich pokarm. Całkowitą biomasę M.leidyi w M. Czarnym w szczytowym momencie rozrostu populacji w 1989 roku oszacowano na około 840 mln ton.
W roku 1999 gatunek został zawleczony do Morza Kaspijskiego, wkrótce też przedostał się przez Morze Marmara na Morze Śródziemne i do Morza Azowskiego. W 2006 stwierdzono jego obecność w Morzu Północnym i w Cieśninach Duńskich oraz w Bałtyku. Zagęszczenie populacji w Bałtyku i Morzu Północnym nie przekracza 100 osobników /m³, ale gatunek dalej rozprzestrzenia się w tych akwenach – w 2007 roku stwierdzono jego obecność w Zatoce Puckiej, przy wybrzeżach Gotlandii i w Zatoce Ryskiej.

## Biologia i ekologia

### Zajmowane siedliska
Jest organizmem eurytopowym, eurytermicznym – toleruje temperatury od 0 do 32 °C z optimum termicznym ok. 20 °C, euryhalinowym – toleruje zasolenie w granicach 5–38 g/l. Znosi niską (0,2–0,3 mg/l) zawartość tlenu w wodzie. Swobodnie unosi się w toni wodnej, prądy wodne mogą przenosić go na duże odległości. Nie podejmuje dobowych migracji pionowych, choć nocą częściej przebywa przy powierzchni. Według jednej z prac naukowych młodociane osobniki mogą podejmować migracje pionowe o stosunkowo niewielkiej amplitudzie, w celu uniknięcia zbyt mocnego nasłonecznienia.

### Odżywianie
Drapieżnik, aktywnie poluje na ofiary, pływając z otworem gębowym skierowanym do przodu. Wykorzystuje rzędy rzęsek (cilia) do generowania  ciągłego przepływu, który kieruje duże objętości wody wraz z przebywającymi w niej organizmami planktonowymi wokół płatów czułków (tentillae), gęsto pokrytych kolloblastami, do których przyklejają się ofiary. Mechanizm ten jest bardzo wydajny – niemal 100% potencjalnych ofiar jest przechwytywanych z tego strumienia. Ponadto stosunkowo niewielka prędkość generowanego przepływu i jego laminarny charakter powodują, że potencjalne ofiary nie są w stanie na podstawie mechanorecepcji wykryć zagrożenia. Dlatego M.leydyi jest w stanie bez problemów polować nawet na duże widłonogi (Copepoda), dysponujące efektywnymi mechanizmami wykrywania zaburzeń ruchu wody, generowanych przez zbliżającego się drapieżnika, i bardzo dużą prędkością ucieczki. Taka taktyka polowania (ang. stealth) uważana jest za jedną z przyczyn ekologicznego sukcesu tego żebropława. Żeruje on całą dobę, prędkość przemieszczania się polującego osobnika wynosi od 0,2 do 1,2 cm/s. W skład pokarmu wchodzą: małe organizmy planktonowe (głównie skorupiaki: widłonogi i wioślarki, ale także równonogi i przedstawiciele rzędu Cumacea), jaja i larwy bezkręgowców unoszące się w pelagialu, ikra ryb i narybek. Średnia wielkość cząstek pokarmu wchodzących w skład jego diety wynosi od 0,75 do 1 mm, maksymalna: 2–3,5 mm.

### Rozmnażanie
Obojnak, zdolny do samozapłodnienia – jeden osobnik może stać się założycielem nowej populacji. Dojrzałość płciową osiąga przy wymiarach ciała powyżej 26 mm, stwierdzono jednak także przypadki pedogenezy – osiągania dojrzałości płciowej przez larwy i osobniki młodociane, o długości ciała mniejszej niż 12 mm. Liczba wytwarzanych jednocześnie jaj zależy od dostępności pokarmu i temperatury, jeden duży osobnik może wyprodukować 2–14 tys. jaj. Rozród wykazuje cykl dobowy: uwalnianie jaj i spermy następuje wieczorem, z maksimum około północy, zapłodnienie jest zewnętrzne. Jaja po uwolnieniu pęcznieją w kontakcie z wodą morską. Rozwój złożony, z larwą wolnopływającą.
Osobniki M. leidyi wykazują dużą zdolność do regeneracji uszkodzonych części ciała, odbudowują ubytki nawet wtedy, gdy utracą 75% ciała.

### Genetyka
Genom M. leydyi został zsekwencjonowany, jego wielkość określono na 150 Mbp, zidentyfikowano w nim 16548 genów.
Analizy filogenetyczne z użyciem sekwencji genowych tego żebropława wykazały, że to żebropławy właśnie, a nie gąbki, jak dotychczas przypuszczano, są taksonem siostrzanym dla wszystkich pozostałych zwierząt – jako pierwsze oddzieliły się od linii ewolucyjnej, która dała później początek pozostałym typom zwierząt. Z analiz tych wynika, że komórki mezodermalne żebropławów nie są homologiczne do tych występujących u trójwarstwowców, okazuje się natomiast, że u Ctenophora, Porifera i Placozoa występują geny homologiczne do genów odpowiedzialnych za rozwój i funkcjonowanie układu nerwowego u Bilateria. Mitochondrialny DNA M. leidyi ma wielkość 10 kbp, co stawia go wśród najmniejszych spośród znanych cząsteczek mitochondrialnego DNA zwierząt. Genom mitochondrialny tego gatunku utracił wiele genów (m.in. wszystkie mitochondrialne kopie genów tRNA, gen atp6 został przeniesiony do genomu jądrowego). Drugorzędowa struktura mitochondrialnego rRNA jest uproszczona w porównaniu do odpowiednich cząsteczek rRNA u innych zwierząt. W genomie M. leidyi nie stwierdzono obecności mikroRNA ani genów białek jądrowych Drosha i Pasha, związanych z syntezą mikroRNA. Pod tym względem żebropławy wykazują podobieństwo do Placozoa, nie wiadomo jednak, czy jest to cecha pierwotna, czy też geny te zostały utracone.

### Interakcje międzygatunkowe
Wchodzi w skład diety niektórych ptaków i ryb (Peprilus alepidotus, Peprilus triacanthus), jednak jedynymi drapieżnikami mogącymi regulować jego liczebność są duże żebropławy i scyfomeduzy. Żebropław Beroe ovata, choć odżywia się także innymi meduzami i żebropławami, może żerować prawie wyłącznie na M. leidyi, co jest wykorzystywane w walce z niekontrolowanym wzrostem liczebności tego żebropława.
W Morzu Czarnym okazał się sprawniejszym konkurentem w zdobywaniu pokarmu niż inni zooplanktonożercy, doprowadzając do drastycznej redukcji liczebności (a okresowo do całkowitego wyeliminowania) chełbi (Aurelia aurita) oraz strzałek (Sagitta setosa) z pelagialu.
Na osobnikach tego żebropława pasożytują larwy ukwiałów z rodzaju Edwardsiella, na płotkach rzęsek rozwijają się gęste zespoły pasożytniczych i komensalicznych pierwotniaków (Trichodina ctenophorii, Protoodinium chattoni). Przedstawiciele tego żebropława są też żywicielami pośrednimi pasożytniczych nicieni z rodzaju Hysterothylacium.
Osobniki tego żebropława po kontakcie z czułkami polujących na nie scyfomeduz Chrysaora quinquecirrha przyśpieszają prędkość pływania o ok. 300–600%, dzięki czemu są w stanie uciec w ok. 97% przypadków. Duże osobniki M. leidyi, nawet jeśli zostaną schwytane przez tę scyfomeduzę, zwykle unikają śmierci kosztem utraty całości lub części płatów gębowych, które potem ulegają regeneracji.

## Znaczenie
Zawleczenie M. leidyi do Morza Czarnego i do Morza Kaspijskiego było, obok postępującej eutrofizacji, przyczyną ekologicznej katastrofy, która zrujnowała tamtejsze ekosystemy. M. leidyi znalazł w Morzu Czarnym dogodne warunki do rozwoju, co wobec braku żerujących na nim drapieżników doprowadziło do niekontrolowanego wzrostu liczebności jego populacji. M. leidyi stał się gatunkiem dominującym w zooplanktonie tych mórz (i nadal takim pozostaje, choć jego udział zmalał z ponad 90% do 75%), co zmieniło strukturę sieci troficznej i przepływ energii i materii w ekosystemie. Pojawiający się masowo M. leidyi wyjadł zooplankton, będący podstawą diety ważnych gospodarczo gatunków ryb czarnomorskich (śledzi, szprotów, tiulek i sardeli). Spowodowało to drastyczną redukcję pogłowia tych ryb, pogłębioną dodatkowo przez wyjadanie ikry i narybku. Straty w rybołówstwie poniesione z tego powodu w końcu lat 80. XX w. oszacowano na 300–400 mln dolarów. Ponieważ żaden autochtoniczny gatunek nie odżywiał się M. leidyi, olbrzymia biomasa zgromadzona w ciałach jego osobników pozostawała niedostępna dla wyższych pięter łańcucha troficznego, ciała obumarłych osobników opadały na dno i, rozkładając się, pogłębiały deficyty tlenowe, eliminując także organizmy bentosowe i przyczyniając się do rozwoju saprofagicznych bakterii. Sytuacja w Morzu Czarnym ulega nieznacznej poprawie, m.in. dzięki introdukcji drapieżnego żebropława Beroe ovata, występującego w Morzu Śródziemnym, który jest w stanie włączyć M. leidyi do swojej diety. Beroe ovata stał się w Morzu Czarnym monofagiem, odżywiającym się niemal wyłącznie M. leidyi, co przyczyniło się do okresowej redukcji liczebności intruza, jednak nie udało się go całkowicie wyeliminować.
Nie wiadomo, jakie będą konsekwencje inwazji M. leidyi w Bałtyku. Wprawdzie niska temperatura i niskie zasolenie Bałtyku nie stanowią przeszkody dla rozprzestrzeniania tego gatunku, jednak pozostają poza zakresem warunków dla niego optymalnych. Tempo reprodukcji w centralnych basenach Bałtyku jest o wiele niższe niż w cieśninach duńskich i południowo-zachodniej części morza, jednak wskutek ruchów mas wody osobniki z tych populacji mogą łatwo przedostawać się do innych części Bałtyku. Obecność M. leidyi odkrywa się w coraz to nowych basenach Bałtyku i okresowo jego zagęszczenia zwiększają się. Naukowcy badający skład taksonomiczny zooplanktonu w oparciu o markery molekularne nie stwierdzili występowania M. leidyi w północnej części Bałtyku i zasugerowali, że niektóre z dotychczasowych doniesień o jego obecności mogą wynikać z błędnego oznaczenia przynależności systematycznej podobnego żebropława – Mertensia ovum).
Podejrzewa się możliwość wyjadania przez M. leidyi narybku i ikry bałtyckiego dorsza oraz szprota.